# 奇爾凱馬爾卡區
奇爾凱馬爾卡區（西班牙語：Distrito de Chilcaymarca），是秘魯的一個區，位於該國南部阿雷基帕大區的卡斯蒂利亞省，始建於1923年10月29日，面積181.37平方公里，海拔高度3,850米，2005年人口576，人口密度每平方公里3.2人。